# N-1 (rachetă)
N1 sau N-1 a fost racheta spațială secretă a Uniunii Sovietice destinată să trimită astronauți pe Lună înaintea Statelor Unite (Programul Apollo).

## Istoric
Ca urmare a succesului programului Vostok, sovieticii plănuiau să trimită un om pe Lună. Sergei Korolev a primit însărcinarea de a proiecta o rachetă destul de puternică pentru a trimite un om pe Lună.
El a proiectat racheta N-1, o rachetă cu 5 trepte pentru planul său N1-L3: O rachetă N-1 avea să trimită o capsulă Soyuz modificată cu modulul lunar LK. Cele 2 nave aveau să fie trimise pe orbită lunară, de unde un cosmonaut avea să intre în LK, apoi să aselenizeze.
După moartea lui Korolev pe masa de operație în 1966, proiectarea a fost preluată de Mișin, adjunctul lui. El a folosit motoare mici Kuznetov, 43 la număr. Însă racheta creată era prea instabilă, și toate lansările s-au încheiat cu explozii.

## Construcție
Racheta N-1 era o rachetă foarte mare: avea 105 m înălțime, și diametrul primei trepte era de 30 m. Cu toate acestea, ea nu era la fel de puternică ca și Saturn V, căci folosea kerosen, nu hidrogen lichid.
Deși proiectul era bun, el nu a primit destulă atenție și fonduri, și a fost încheiat în 1976.